# Ozarba strigipennis
Ozarba strigipennis is een vlinder van de familie van de uilen (Noctuidae). De wetenschappelijke naam van deze soort is voor het eerst voorgesteld als Oedicodia strigipennis door George Francis Hampson in een publicatie uit 1916.
De soort komt voor in Somalië.